# Halala
Halala − jednostka monetarna Arabii Saudyjskiej. 100 halali = 1 rial saudyjski (Podział identyczny jak polskie złote)